# Crambe steveniana
Crambe steveniana är en korsblommig växtart som beskrevs av Franz Josef Ivanovich Ruprecht. Crambe steveniana ingår i släktet krambar, och familjen korsblommiga växter. Inga underarter finns listade i Catalogue of Life.